# Parapermodiscus
Parapermodiscus es un género de foraminífero bentónico considerado un sinónimo posterior de Planoarchaediscus de la familia Pachyphloiidae, de la superfamilia Geinitzinoidea, del suborden Fusulinina y del orden Fusulinida. Su especie tipo era Parapermodiscus gefoensis. Su rango cronoestratigráfico abarcaba desde el Tournasiense hasta el Viseense (Carbonífero inferior).

## Clasificación
Parapermodiscus incluye a la siguiente especie:
- Parapermodiscus gefoensis †

En Parapermodiscus se ha considerado al siguiente subgénero:
- Parapermodiscus (Eodiscus), también considerado como Archaediscus (Eodiscus) y como género Eodiscus, y aceptado como Planoarchaediscus